# Ford Performance Vehicles
Ford Performance Vehicles (FPV), era un'azienda specializzata nell'elaborazione di modelli Ford, basata a Melbourne in Australia, attiva dal 2002 al 2014.

## Storia
Gli inizi della FPV partono dal 1991, quando l'azienda ingegneristica Tickford iniziò una collaborazione con Ford Australia per la produzione di auto ad alte prestazioni. Col passare degli anni, dal costruire automobili come la FPV Falcon, iniziano a produrre anche SUV, come il FPV FX6, basato sul Ford Territory. Nel 2012 Ford Australia annuncia che FPV non produrrà più veicoli, bensì solo pezzi di ricambio destinati ad essi, per poi cessare l'attività nel 2014.

## Modelli
- Ford Falcon (BA, BF, FG)
- Ford FX6

## Concept
- Ford Galaxy 540
- Ford Territory P-SUV
- Ford GT "Black Edition" Concept

## Motori
- 5.4L Modular "Boss" V8
- 5.0L Coyote "Miami" V8
- 4.0L "Barra" I6

## Motorsport
- V8 Supercars
- Drifting